# KZ-Friedhof Wetterfeld (Roding)
Der ehemalige KZ-Friedhof in Wetterfeld war vor seiner Auflösung einer der größten KZ-Friedhöfe in   Bayern. Er befand sich am damaligen südlichen Ortsrand von Wetterfeld in der Nähe von Roding.  Dort waren 597 Opfer von Todesmärschen im Zuge der Evakuierung des KZ Flossenbürg beerdigt worden. Die Beerdigungsstätte umfasste knapp 3000 Quadratmeter. Im Jahre 1957 wurden die Leichen exhumiert. Die sterblichen Überreste von Menschen französischer, holländischer und belgischer Nationalität wurden in ihre jeweiligen Heimatländer zurückgebracht, die restlichen Skelette eingesargt und im KZ-Friedhof Flossenbürg erneut bestattet.

## Hintergrund
Während der Evakuierung des Konzentrationslagers Flossenbürg kam am 22. April 1945 eine größere Kolonne von Häftlingen in Wetterfeld an und übernachtete dort. Am darauf folgenden Tag in der Früh wurden etwa 50 marschunfähige Menschen dieser Gruppe in einen nahe gelegenen Wald (das Gemeindehölzl) getrieben. Dort wurden sie von der SS-Begleitmannschaft erschossen oder erschlagen und in einer Sandgrube verscharrt. Noch am selben Tag erreichten amerikanische Truppen die Gegend und befreiten ca. 3000 bis 4000 Überlebende.
Eine Woche später, am 1. Mai 1945 wurden auf Anordnung der US-Militärs die Toten aus dem Gemeindehölzl exhumiert und zurück nach Wetterfeld verbracht, dort auf dem Dorfplatz aufgebahrt und bald darauf am südlichen Ortsrand an der Bundesstraße 85, auf dem damals so genannten Busl-Feld beerdigt. 
Zwischen Sommer 1945 und Frühjahr 1946 wurden etwa 550 weitere, im ganzen Landkreis Roding ermordete und verscharrte Häftlinge exhumiert, nach Wetterfeld gebracht und ebenso auf dem Busl-Feld beerdigt. Dieses war zuvor von der amerikanischen Armeeführung beschlagnahmt und als Friedhof ausgewiesen worden.

## Bilder aus Wetterfeld
Am Ort des ehemaligen KZ-Friedhofs liegt heute eine Unterführung der Bundesstraße 85. Eine Gedenkstätte ist etwa 500 Meter südlich auf einer Anhöhe errichtet worden.

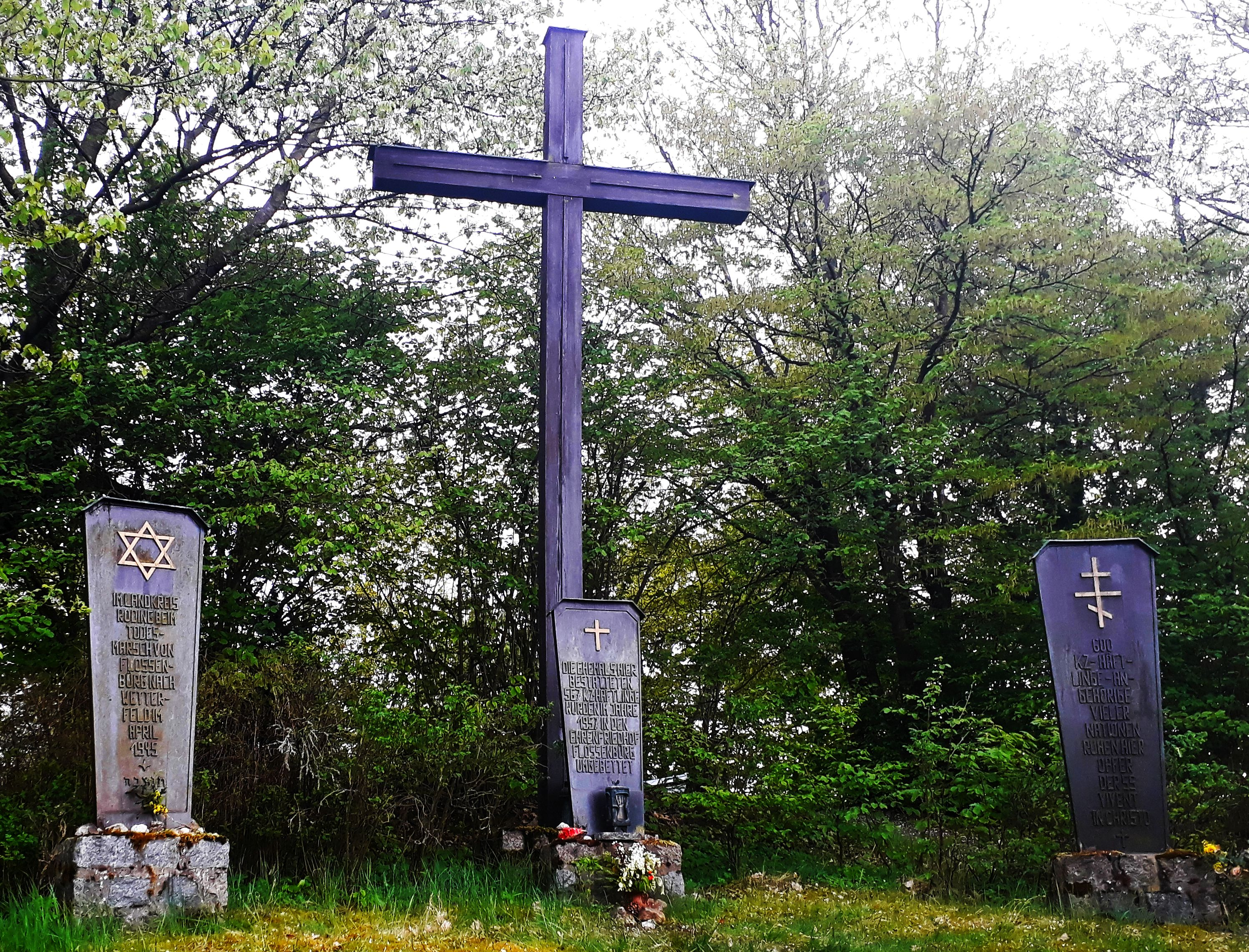
Gedenkstätte
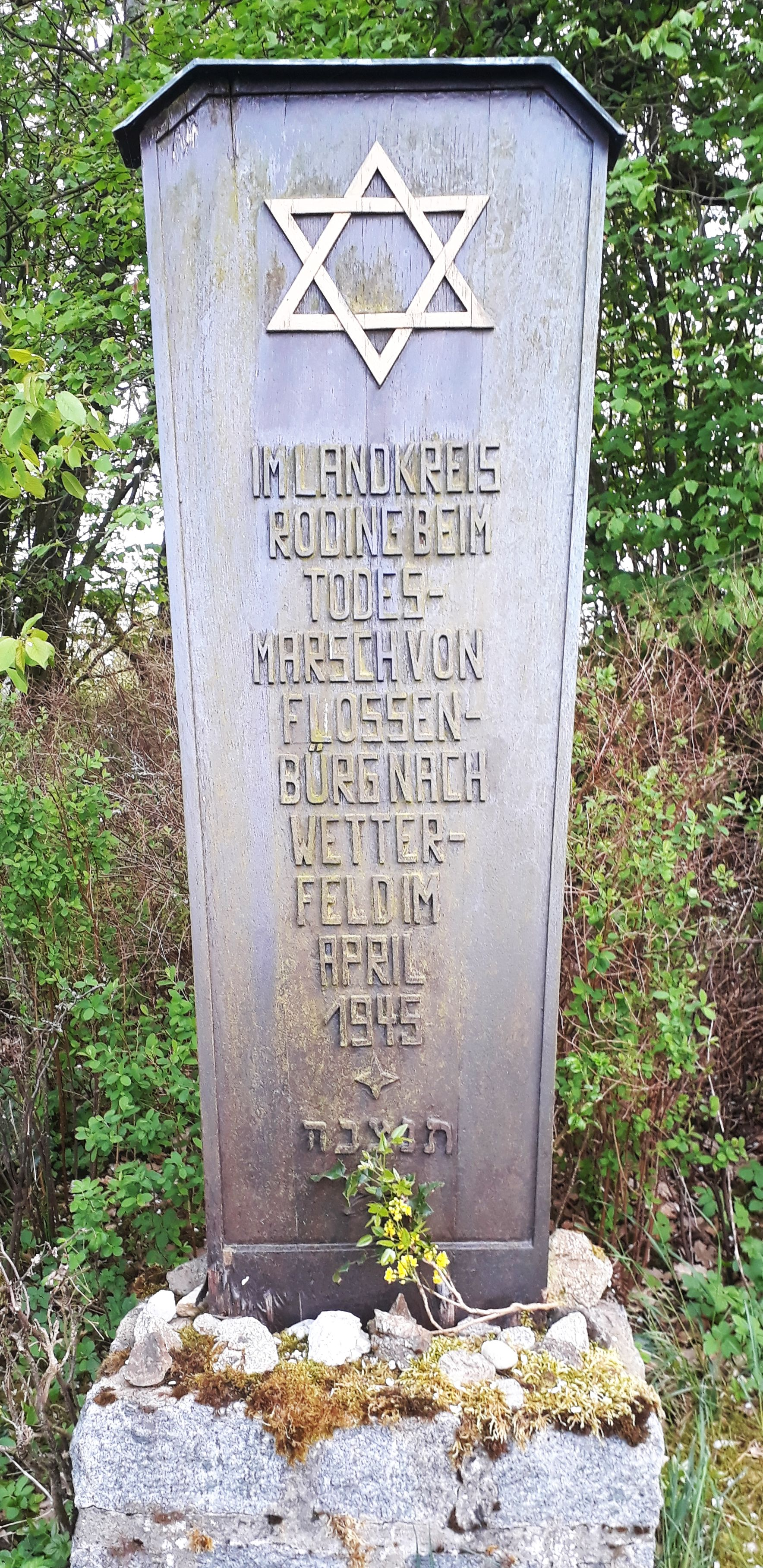
Linke Gedenktafel
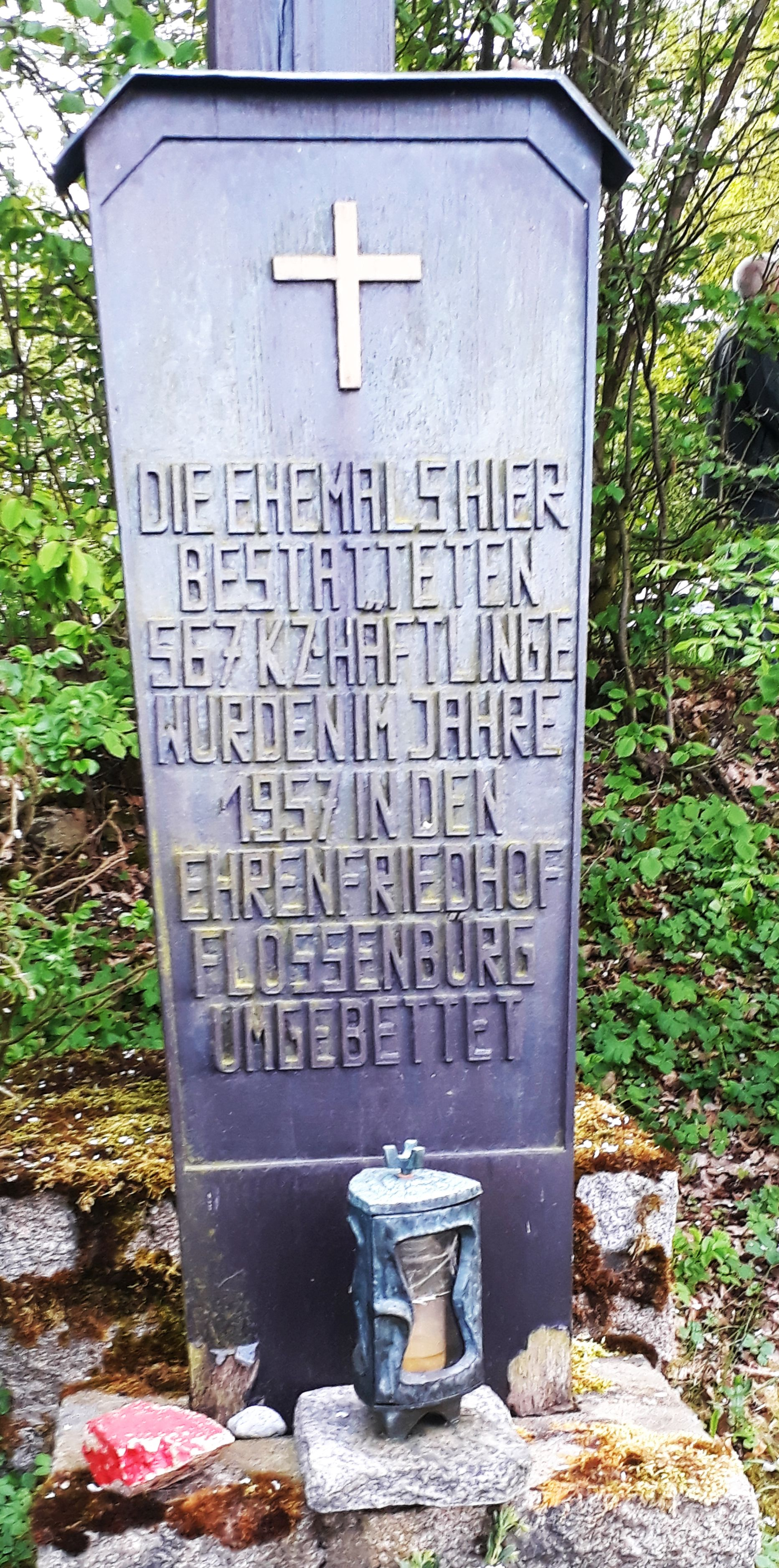
Mittlere Gedenktafel
Rechte Gedenktafel
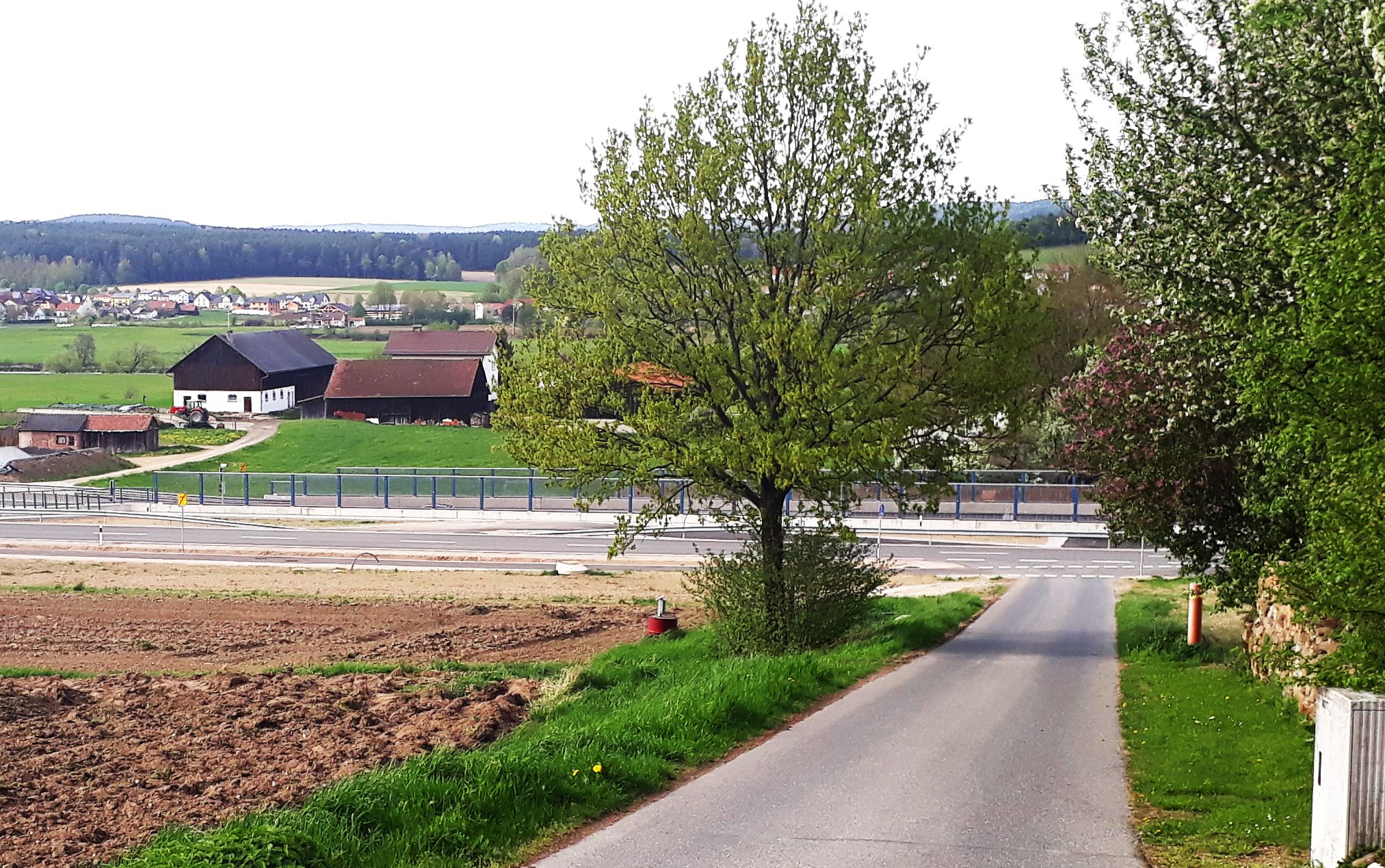
Ort des Friedhofs
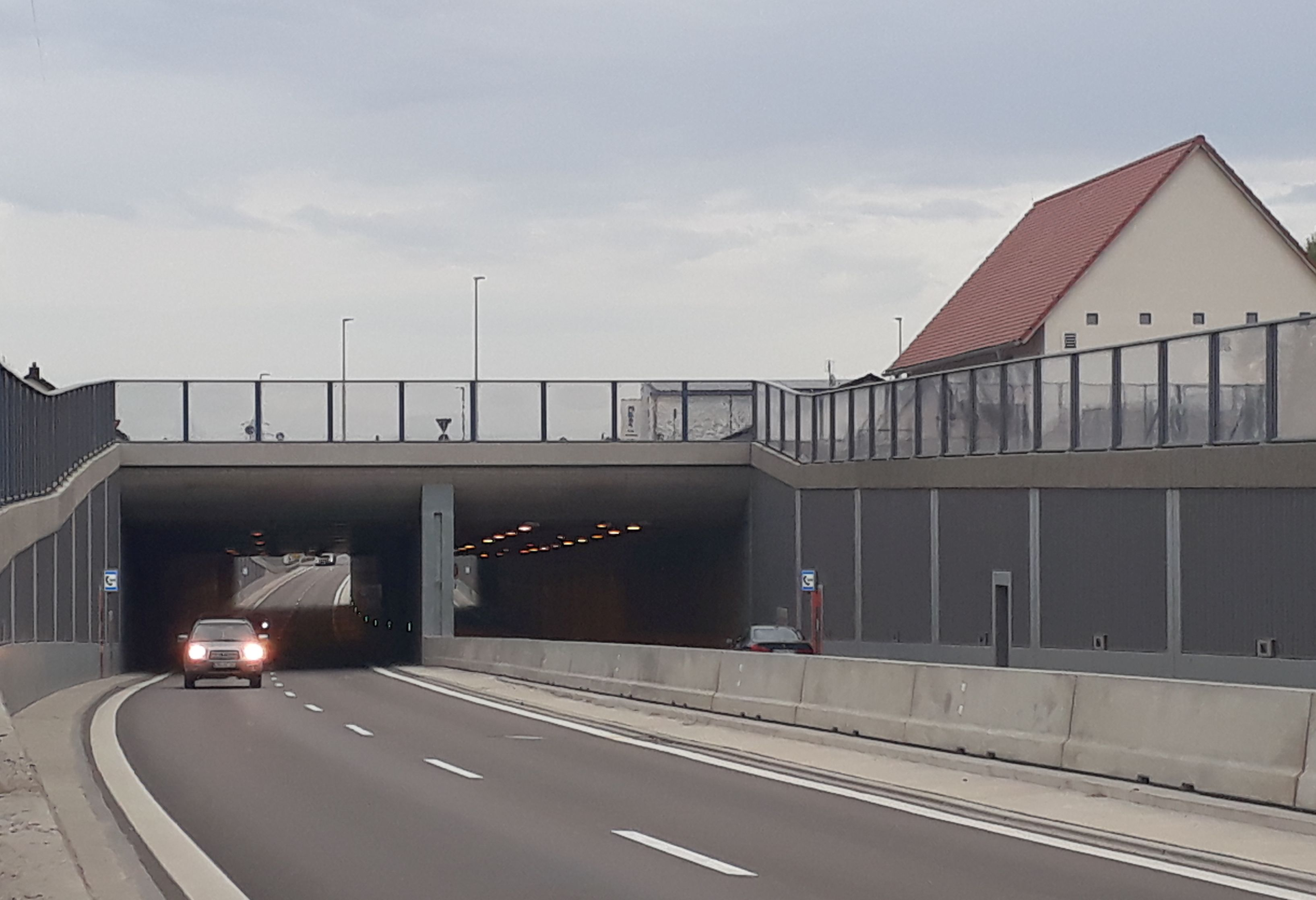
Heutige Situation

## Einzelnachweis
1. ↑  Die namenlosen Toten von Wetterfeld - abgerufen am 17. April 2018

Koordinaten: 49° 13′ 13,2″ N, 12° 32′ 31,4″ O